# نهر رينون
نهر رينون هو نهر في جنوب سومطرة، إندونيسيا. وهو رافد من نهر سيمبانغ كيري
.